# Majandra Delfino
Pour l’article homonyme, voir Delfino.
Maria Alejandra Delfino, dite Majandra Delfino, est une actrice, auteure-compositrice-interprète, chanteuse et mannequin américano-vénézuelienne, née le 20 février 1981 à Caracas (Venezuela). 
En 1999, l'actrice se fait connaître du grand public, grâce à son rôle de Maria DeLuca dans la série télévisée Roswell puis en 2011, dans le rôle de Josephina Jo Pye dans la sitcom Georgia dans tous ses états.

## Biographie

### Enfance
Née à Caracas au Venezuela, Maria Alejandra Delfino est la fille d'un entrepreneur qui émigre aux États-Unis en 1984. Son surnom « Majandra » lui vient de sa sœur aînée, Marieh, qui n'arrivait pas à prononcer son nom complet. Ses origines sont cubaines et vénézuéliennes. Elle a fréquenté la Ransom Everglades School et la New World School of the Arts à Miami en Floride.

### Vie privée
Le 6 octobre 2007, Majandra Delfino épouse son ancien partenaire de Roswell, Devon Gummersall, mais ils divorcent l'année suivante.
Le 18 mars 2011, elle se marie avec l'acteur David Walton à Miami. En janvier 2012, Majandra annonce être enceinte de leur premier enfant. Le 14 juin 2012, elle donne naissance à une fille, qu'ils appellent Cecilia Delphine Walton. Le 10 novembre 2013, elle donne naissance à son deuxième enfant, un garçon nommé Louis Augustus Walton.

## Carrière d'actrice
En 1999, Majandra Delfino joue le rôle de Sara Shotz dans la série Katie Joplin qui est rapidement annulée. La même année, la chaîne The WB rappelle l'actrice pour le rôle de Maria DeLuca dans la série Roswell, diffusée pendant trois saisons entre 1999 et 2002. Elle interprète ensuite de petits rôles qui passent inaperçus dans des films comme The Secret Life of Girls, Scary Scream Movie ou encore Traffic et des séries comme Three Moons Over Milford, Help Me Help You et Boston Public.
En 2004, elle est l’héroïne du téléfilm Celeste in the City en y interprétant Celeste Blodgett. En 2008, elle joue dans cinq épisodes de la mini-série Quarterlife avec le rôle de Vanessa.
En 2011, elle joue Stella dans deux épisodes de la série dramatique Men of a Certain Age avant de rejoindre la série Georgia dans tous ses états aux côtés de Raven-Symoné en tête d'affiche connue pour son rôle dans Phénomène Raven. Majandra Delphino y joue le rôle de Josephina "Jo" Pye, une geek aux cheveux roux, passionnée de physique et qui est la meilleure amie de Georgia Chamberlain. La série s’arrête après une seule saison.
Le 19 août 2012, elle doit rejoindre le projet The Farm, un spin-off de The Office. Elle joue le rôle de la jeune Fannie Schrute qui est la petite sœur du héros, Dwight, qui est également divorcée avec un fils. Le pilote de ce projet abandonné est diffusé au cours de la dernière saison de The Office en 2013.

## Carrière musicale
Dans divers épisodes de Roswell, Majandra Delfino interprète plusieurs chansons telles que Viva Las Vegas, Cry Your Name et Behind the Music. Au cours de l'été 2000, elle publie trois chansons sur le web : Siren, Bruises et Tattoo ; elle écrit aussi et produit en association Sci-Fi Lullaby.
En 2001, son premier album (The Sicks) est à la base produit par un label mais celui-ci n'est pas satisfait de la tournure que l'album prend : il souhaite que Majandra Delfino fasse quelque chose de plus « pop » et « commercial ». Majandra quitte ce label et monte le sien: Dripfeed.
The Sicks est approuvé par les critiques américaines et se vend à environ 12 000 exemplaires sans passage télévision ou radio : uniquement par le biais d'internet.
En 2004, elle interprète Le Prince bleu en duo avec RoBERT. Concernant son deuxième album TARTE, Majandra Delfino signe avec un autre label mais décide à nouveau de l'auto-produire et de le sortir sous son propre label.

## Filmographie
- 1997 : Zeus and Roxanne : Judith Dunhill
- 1997 : The Tony Danza Show : Tina DiMeo
- 1999 : Katie Joplin (série télévisée) : Sara Shotz
- 1999 - 2002 : Roswell : (série télévisée) Maria Deluca
- 1999 : The Secret Life of Girls : Natalie Sanford
- 2000 : Scary Scream Movie (Shriek If You Know What I Did Last Friday the Thirteenth) : Martina Martinez
- 2000 : Traffic de Steven Soderbergh : Vanessa
- 2001 : The Learning Curve : Ashley
- 2002 : R.S.V.P. : Callie
- 2003 : Reeseville : Iris Buchanan
- 2003 : Boston Public (série télévisée) : Jill Sharp (Saison 4, épisodes 11)
- 2004 : State's Evidence : Trudi
- 2004 : Celeste in the City (TV) : Celeste Blodgett
- 2005 : Three Moons Over Milford (série télévisée) : Grace Wochuck
- 2005 : Don't Come Knocking : Trailer Twin #1
- 2006 : I Remember : Trish
- 2006 : Fluorescent : Kelly
- 2008 : Heidi 4 Paws : Voix
- 2009 : La Toile du mensonge : Abby Turner
- 2010 : Bébé mode d'emploi : Jenna
- 2011 :  Men of a Certain Age (série télévisée) : Stella (Saison 2, épisodes 8 et 9)
- 2011 : Georgia dans tous ses états (States of Geogia) (série télévisée) : Josephina "Jo" Pye
- 2013 : The Office (série télévisée) : Fannie Schrute
- 2014 : Friends with Better Lives (série télévisée) : Andi Cooper-Lutz

## Récompenses et nominations

### Nominations
- ALMA Award 1998: meilleure actrice dans une série dans un rôle de Crossover pour The Tony Danza Show.
- ALMA Award 2000: meilleure actrice dans une série dramatique pour Roswell.
- Young Artist Awards 2000: meilleure actrice dans une série dramatique pour Roswell.